# エンプレス・オーガスタ湾

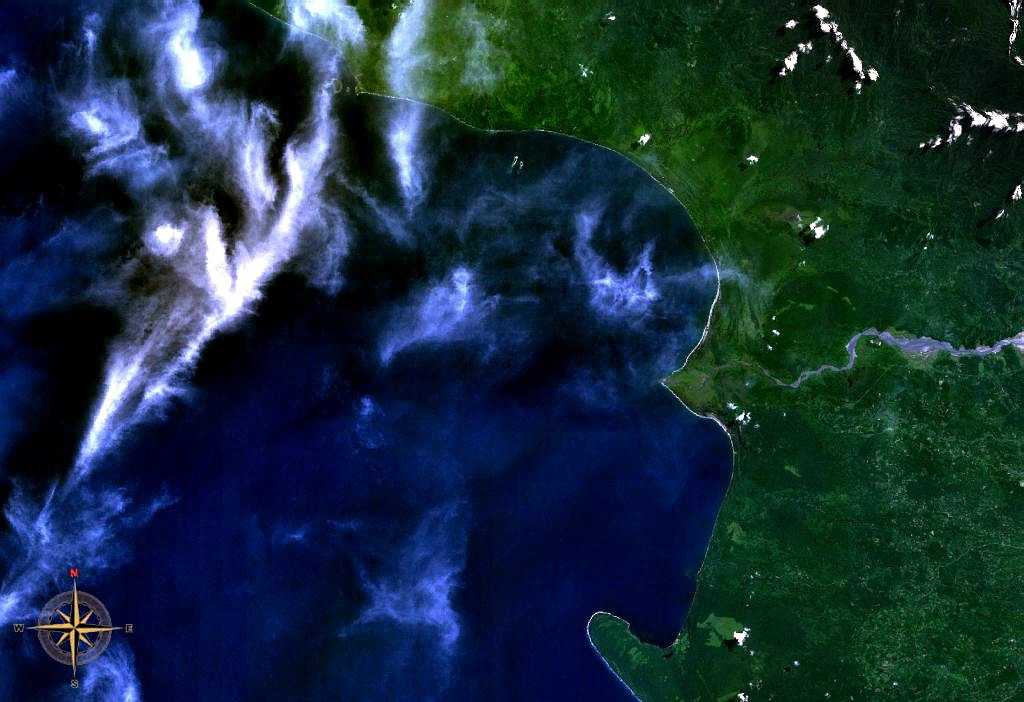
衛星写真で見るエンプレス・オーガスタ湾

エンプレス・オーガスタ湾（Empress Augusta Bay）は、パプアニューギニア、ブーゲンビル島西部に位置する大きな湾である。ブーゲンビル島の島民にとって主要な漁場である。ドイツ皇帝ヴィルヘルム2世の皇后アウグステ・ヴィクトリアに因んで命名された。
1943年11月、連合軍と日本海軍による戦闘が行われた（ブーゲンビル島沖海戦）。1970年代から80年代にかけて湾はリオ・ティントが採掘する世界最大の銅山、パングナからの廃石によってひどく汚染された。この問題は島の独立を主張するブーゲンビル革命軍の結成と、1989年から97年にかけて行われた内戦の原因となった。